# ملعب أورارتو
ملعب أورارتو ؛ ملعب بانانتس (بالأرمنية: Բանանց Մարզադաշտ)‏ هو ملعب كرة القدم  في منطقة ملاطية - سيباستيا، في العاصمة يريفان بأرمينيا. الملعب هو موطن لفريق نادي بانانتس وله سعة 4,860 مقعدًا. كان يُعرف باسم ملعب بانانتس حتى 1 أغسطس 2019 ، عندما تم تغيير اسمه رسميًا إلى ملعب أورارتو.

## نظرة عامة

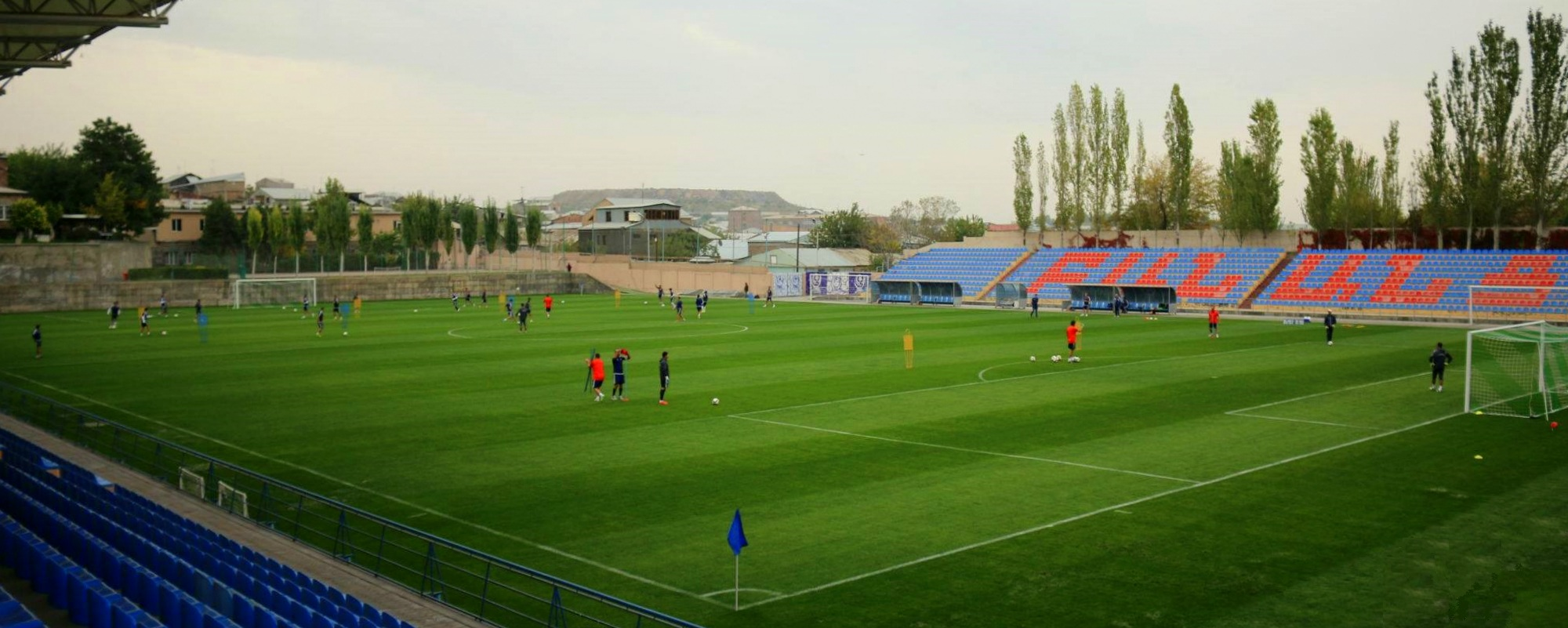
منظر عام للملعب

يقع ملعب أورارتو داخل المُجمع الرياضي لمركز تدريب أورارتو، ويحتل الجزء الجنوبي من المُجمع. تم إطلاق بناء الملعب في عام 2006 بمساعدة برنامج FIFA Goal Program. وتم افتتاحه رسمياً في عام 2008 بسعة 3600 مقعد.
تم تنفيذ المزيد من التطورات في وقت لاحق في عام 2011 ، عندما تم تحديث الملعب وزادت سعة الملعب إلى 4860 مقعدًا ؛ 2760 مدرج شمالي و 1500 جناح جنوبي و 600 جناح غربي. يتكون مركز التدريب المُحيط بالنادي من 3 ملاعب تدريب بالحجم العادي بالإضافة إلى 4 ملاعب كرة قدم صغيرة وملعب داخلي لتدريب كرة القدم المُصغرة. تم تجديد الملعب بالكامل خلال الربع الأول من عام 2019 عندما تم تركيب الأضواء الكاشفة وتحديث المرافق الأخرى قبل بطولة أوروبا لكرة القدم 2019 تحت 19 عامًا.

## البطولات البارزة
استضاف الملعب 3 مباريات من المجموعة السابعة خلال تصفيات بطولة أوروبا تحت 19 سنة 2017:
| سويسرا                                                       | 4–0   | أرمينيا |
| ------------------------------------------------------------ | ----- | ------- |
| دومينيك شميد 15' · ميرو موهايم 25' · Domgjoni 58' · Qela 70' | تقرير |         |

| إيطاليا                                            | 2–1   | أرمينيا       |
| -------------------------------------------------- | ----- | ------------- |
| باتريك كوتروني 13' · ريكاردو ماركيزا 90+3' (ركلة.) | تقرير | Petrosyan 81' |

| إيطاليا         | 1–1   | سويسرا          |
| --------------- | ----- | --------------- |
| ماتيو غابيا 16' | تقرير | Guillemenot 37' |